# Johann Philipp Geigel
Johann Philipp Geigel (* 1729/1731; † 9. April 1800) war ein deutscher Baumeister, Hofkammerrat und Hofbauamtmann am Übergang vom Barock zum Klassizismus. In der zweiten Hälfte des 18. Jahrhunderts war er Hofbaumeister bzw. Hofarchitekt in Würzburg.

## Leben
Erstmals archivalisch nachgewiesen ist Geigel 1757 in Würzburg, wo er als Hofbauamtmann genannt wird. 1760 erwarb er dort die Bürgerrechte und wurde schließlich 1765 vom Würzburger Fürstbischof zum Hofkammerrat ernannt. Zu seinen bedeutendsten Werken zählt die Michaelskirche in Würzburg, die zwischen 1765 und 1773 in Zusammenarbeit Johann Michael Fischer entstand. Weitere Bauten in Würzburg sind die Arkaden am Residenzplatz sowie den unmittelbar neben der Residenz errichteten Gesandtenbau. Zudem erarbeitete er Pläne für das Gartengelände des Juliusspitals, die nur zum Teil umgesetzt wurden.
Geigel war auch außerhalb der Stadt tätig. So schuf er die Stadtpfarrkirche Mariä Himmelfahrt in Scheinfeld (1766–71), das Langhaus der Pfarrkirche St. Peter und Paul in Bütthard (1769–71), die Alte Pfarrkirche St. Jakobus (1772–75) in Bad Kissingen, die Filialkirche St. Maria in Rengersbrunn (1777), die Pfarrkirche St. Valentinus in Rohrbach (1776–1778), die Pfarrkirche St. Georg in Zellingen (1785–87), den Brunnenbau in Bad Bocklet (1787) und das ehemalige Pfarrhaus in Bad Kissingen (1791).